# Tupaciguara (kommun)
Tupaciguara är en kommun i Brasilien.   Den ligger i delstaten Minas Gerais, i den sydöstra delen av landet, 300 km söder om huvudstaden Brasília. Antalet invånare är 24 185.
Följande samhällen finns i Tupaciguara:
- Tupaciguara

Omgivningarna runt Tupaciguara är huvudsakligen savann. Runt Tupaciguara är det glesbefolkat, med 14 invånare per kvadratkilometer.